# Cropia leucodonta
Cropia leucodonta är en fjärilsart som beskrevs av George Francis Hampson 1911. Cropia leucodonta ingår i släktet Cropia och familjen nattflyn. Inga underarter finns listade i Catalogue of Life.